# 肉药兰属
肉药兰属（学名：Stereosandra）是兰科下的一个属，为腐生兰。该属仅有肉药兰（Stereosandra javanica）一种，分布于热带亚洲。